# Eleftheria Eleftheriou
Eleftheria Eleftheriou (Grieks: Ελευθερία Ελευθερίου) (Paralimni, Famagusta, Cyprus, 12 mei 1989) is een Grieks-Cypriotische zangeres.

## Biografie
Eleftheria Eleftheriou raakte in Griekenland bekend door haar deelname aan de Griekse versie van X Factor, in 2009. Ondanks haar vroege uitschakeling, kreeg ze toch een platencontract. Ze werd gecontacteerd om Griekenland te vertegenwoordigen op het Eurovisiesongfestival. Ze nam deel aan de Griekse preselectie, maar haar bijdrage, Tables are turning, werd gediskwalificeerd omdat het nummer vroegtijdig op het internet was uitgelekt, wat door de reglementen verboden werd. In 2006 had ze op 16-jarige leeftijd al deelgenomen aan de Cypriotische preselectie deelgenomen. Ze haalde de finale, waarin ze zevende werd. In 2012 was het wel raak. Met het nummer Aphrodisiac mocht ze Griekenland vertegenwoordigen op het Eurovisiesongfestival 2012, in de Azerbeidzjaanse hoofdstad Bakoe op 26 mei 2012. Ze behaalde de 17de plaats.

## Discografie

### Singles
| Single met hitnotering(en) in de Vlaamse Ultratop 50 | Datum van verschijnen | Datum van binnenkomst | Hoogste positie | Aantal weken | Opmerkingen |
| ---------------------------------------------------- | --------------------- | --------------------- | --------------- | ------------ | ----------- |
| Aphrodisiac                                          | 21-05-2012            | 26-05-2012            | tip24           | -            |             |

1974: Marinella · 
1976: Mariza Koch · 
1977: Pascalis, Marianna, Robert & Bessy · 
1978: Tania Tsanaklidou · 
1979: Elpida · 
1980: Anna Vissi & Epikouri · 
1981: Yiannis Dimitras · 
1983: Kristi Stassinopoulou · 
1985: Takis Biniaris · 
1987: Bang · 
1988: Afroditi Frida · 
1989: Mariana Efstratiou · 
1990: Christos Callow & Wave · 
1991: Sophia Vossou · 
1992: Cleopatra · 
1993: Katerina Garbi · 
1994: Kostas Bigalis & The Sea Lovers · 
1995: Elina Konstantopoulou · 
1996: Mariana Efstratiou · 
1997: Marianna Zorba · 
1998: Thalassa · 
2001: Antique · 
2002: Michalis Rakintzis · 
2003: Mando · 
2004: Sakis Rouvas · 
2005: Elena Paparizou · 
2006: Anna Vissi · 
2007: Sarbel · 
2008: Kalomira · 
2009: Sakis Rouvas · 
2010: Giorgos Alkaios & Friends · 
2011: Loukas Giorkas feat. Stereo Mike · 
2012: Eleftheria Eleftheriou · 
2013: Koza Mostra feat. Agathonas Iakovidis · 
2014: Freaky Fortune feat. RiskyKidd · 
2015: Maria Elena Kiriakou · 
2016: Argo · 
2017: Demy · 
2018: Gianna Terzi · 
2019: Katerine Duska · 
2021: Stefania · 
2022: Amanda Tenfjord · 
2023: Victor Vernicos · 
2024: Marina Satti · 
2025: Klavdia